# Chondria stigmatica
Chondria stigmatica là một loài bọ cánh cứng trong họ Endomychidae. Loài này được Strohecker miêu tả khoa học năm 1966.